# Kabinett Ramadier II

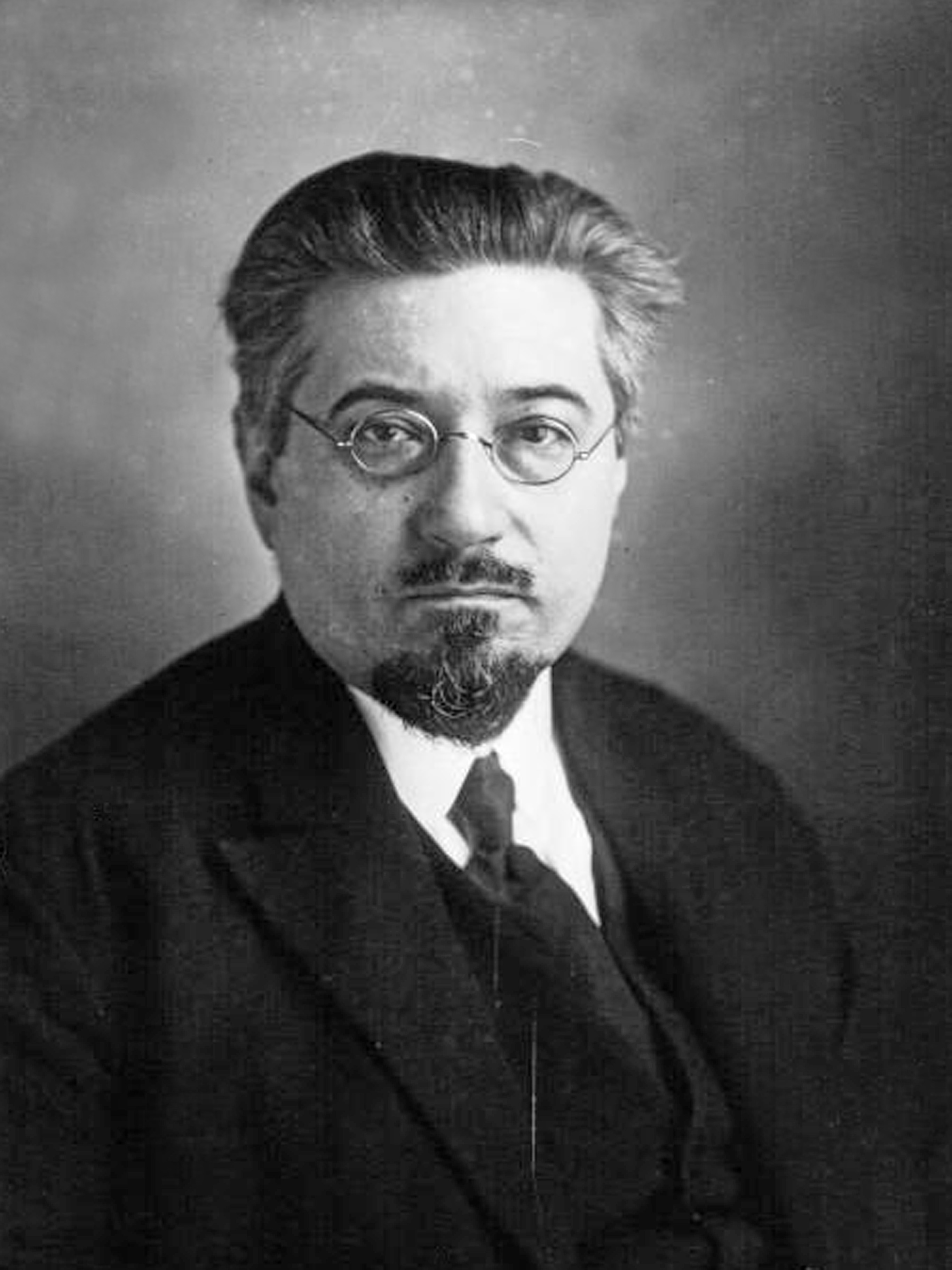
Paul Ramadier war 1947 Premierminister

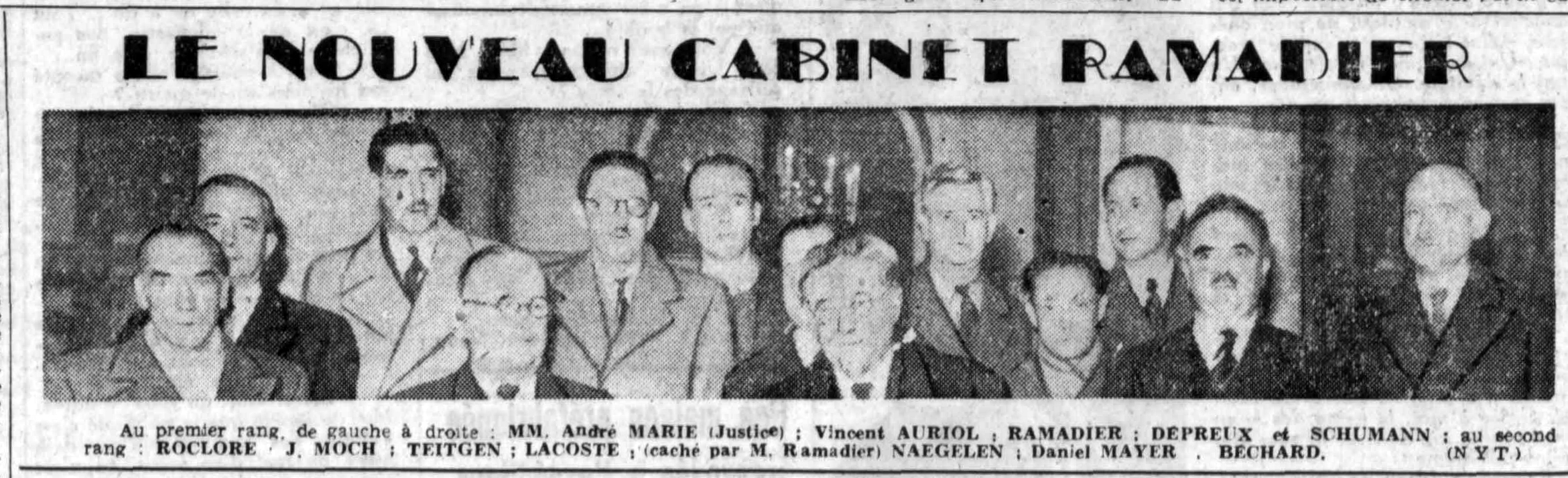
22. Oktober 1947 – Kabinett Paul Ramadier II (L’Est Républicain)

Das zweite Kabinett  Ramadier wurde in Frankreich am 22. Oktober 1947 von Premierminister Paul Ramadier während der Amtszeit von Staatspräsident Vincent Auriol gebildet und löste das Kabinett Ramadier I ab. Am 24. November 1947 wurde das Kabinett vom Kabinett Schuman I abgelöst. Dem Kabinett gehörten Vertreter von Section française de l’Internationale ouvrière (SFIO), Mouvement républicain populaire (MRP), Parti communiste français (PCF), Parti républicain, radical et radical-socialiste (PRS), Républicains indépendants (RI) und Union démocratique et socialiste de la Résistance (UDSR) an.

## Minister
Dem Kabinett gehörten folgende Minister an:
| Amt                                           | Name                   | Beginn der Amtszeit | Ende der Amtszeit |
| --------------------------------------------- | ---------------------- | ------------------- | ----------------- |
| Premierminister                               | Paul Ramadier          | 22. Oktober 1947    | 24. November 1947 |
| Staatsminister                                | Yvon Delbos            | 22. Oktober 1947    | 24. November 1947 |
| Siegelbewahrer, Justizminister                | André Marie            | 22. Oktober 1947    | 24. November 1947 |
| Außenminister                                 | Georges Bidault        | 22. Oktober 1947    | 24. November 1947 |
| Innenminister                                 | Édouard Depreux        | 22. Oktober 1947    | 24. November 1947 |
| Finanzminister                                | Robert Schuman         | 22. Oktober 1947    | 24. November 1947 |
| Minister für öffentliche Arbeiten und Verkehr | Jules Moch             | 22. Oktober 1947    | 24. November 1947 |
| Minister für nationale Bildung                | Marcel-Edmond Naegelen | 22. Oktober 1947    | 24. November 1947 |
| Minister für Industrie und Handel             | Robert Lacoste         | 22. Oktober 1947    | 24. November 1947 |
| Minister für die Streitkräfte                 | Pierre-Henri Teitgen   | 22. Oktober 1947    | 24. November 1947 |
| Minister für nationale Wirtschaft             | Jules Moch             | 22. Oktober 1947    | 24. November 1947 |
| Minister für Wiederaufbau und Stadtplanung    | Jules Moch             | 22. Oktober 1947    | 24. November 1947 |
| Präsident des Planungsrates                   | Jules Moch             | 22. Oktober 1947    | 24. November 1947 |
| Landwirtschaftsminister                       | Marcel Roclore         | 22. Oktober 1947    | 24. November 1947 |
| Sozialminister                                | Daniel Mayer           | 22. Oktober 1947    | 24. November 1947 |
| Minister für Veteranen                        | Daniel Mayer           | 22. Oktober 1947    | 24. November 1947 |
| Minister für die Überseegebiete               | Paul Ramadier          | 22. Oktober 1947    | 24. November 1947 |